# Rio Alpercatas
Rio Alpercatas är ett vattendrag i Brasilien.   Det ligger i delstaten Maranhão, i den östra delen av landet, 1 200 km norr om huvudstaden Brasília.
Omgivningarna runt Rio Alpercatas är huvudsakligen savann. Runt Rio Alpercatas är det glesbefolkat, med 19 invånare per kvadratkilometer.